# المسحورة
المسحورة، هي رواية خيالية تاريخية عربية للكاتبة المصرية رشا سمير. نُشرت لأول مرة في القاهرة عام 2024 عن الدار المصرية اللبنانية للنشر . تُعد الرواية الإصدار الحادي عشر للكاتبة، بعد سلسلة من الروايات والمجموعات القصصية التي صدرت منذ تسعينيات القرن الماضي. وصفت الكاتبة الرواية بأنها "رواية تاريخية اجتماعية ممزوجة بشيء من الفانتازيا"، حيث تدور أحداثها في أوائل القرن العشرين، وتحديدًا عام 1926. تجمع القصة بين الأحداث التاريخية الحقيقية والخيال الأسطوري، ما يعكس اهتمام المؤلفة بدمج الواقع بالأسطورة.

## النشر
صدرت المسحورة في أبريل 2024 عن الدار المصرية اللبنانية في القاهرة. جاءت الطبعة الأولى في 464 صفحة. أمضت المؤلفة أربع سنوات في كتابتها، حيث أجرت أبحاثًا موسعة وسافرت إلى موقع الأحداث لضمان دقة التفاصيل. حظي إطلاق الرواية باهتمام الأوساط الأدبية في مصر، حيث شهد الحفل حضور شخصيات بارزة، من بينها السفير التركي في القاهرة صالح موطلو شن.

## ملخص الحبكة
تدور أحداث المسحورة عام 1926، وتنقل القارئ إلى واحة سيوة في الصحراء الغربية بمصر، حيث يُشار إليها في القصة باسم "مدينة الأساطير" التي يتداخل فيها الواقع بالخيال. تتابع الرواية رحلة ليوناردو، المستكشف الأجنبي الذي يسعى خلف حلم غامض استحوذ على والده من قبله. تبدأ القصة عندما يعبر الباب الشرقي للواحة بحثًا عن مخطوط غير مكتمل، وحلم قديم، وعروس أسيرة العشق. يحذره سكان الواحة من "صخرة العاشق"، وهي صخرة مسحورة يُقال إنها تسحب الرجال إلى نوم أبدي لا يستفيقون منه إلا في الموت. لكن ليوناردو يتجاهل هذه التحذيرات، مصممًا على العثور على حبيبته المسحورة التي يؤمن بأنها مرتبطة بهذا اللغز.
يلتقي ليوناردو في رحلته بشخصيات محلية، من بينهم رُحيم، ابن شيخ قبيلة يُعرف باسم "ابن الزقالة"، وفتاتان من الواحة هما مبروكة وتاليس. يقودهم القدر إلى استكشاف أنقاض قديمة، وصحارى غامضة، ومدينة شالي المسوّرة، حيث يكشفون أسرارًا من تاريخ سيوة وأساطيرها. على طول الطريق، تواجه الشخصيات تناقضات الحياة بين القسوة والرحمة، والمغامرة والخطر، والحرية والقدر، والحب والفقدان. يظل لغز صخرة العاشق والعروس المسحورة مخيمًا على الأحداث، مما يجعل الرحلة مزيجًا من الحقيقة والخيال. يتساءل القارئ مع الشخصيات: هل سيتمكنون من كسر اللعنة وتحقيق حلمهم، أم ستبتلعهم أسطورة الواحة كما فعلت بغيرهم؟.

## المواضيع والأهمية الأدبية
تمزج الرواية بين التاريخ والخيال والفانتازيا والرومانسية. أوضحت رشا سمير أن العمل يستند إلى حادثة حقيقية تم تطعيمها بالخيال، مما يميزها عن أعمالها السابقة. تتجذر القصة في ثقافة الأمازيغ وسكان واحة سيوة، حيث تنقل العادات والتقاليد في العشرينيات. تعكس الرواية كيف تؤثر الأساطير والخرافات على شخصياتها ومصائرهم. أشاد النقاد بقدرة الرواية على إحياء التراث الشعبي وتحويله إلى سرد حديث. كما تتميز الرواية بتصويرها البصري القوي واللغة الشعرية التي تضفي عليها طابعًا أسطوريًا.